# Poppelsdorfer Allee

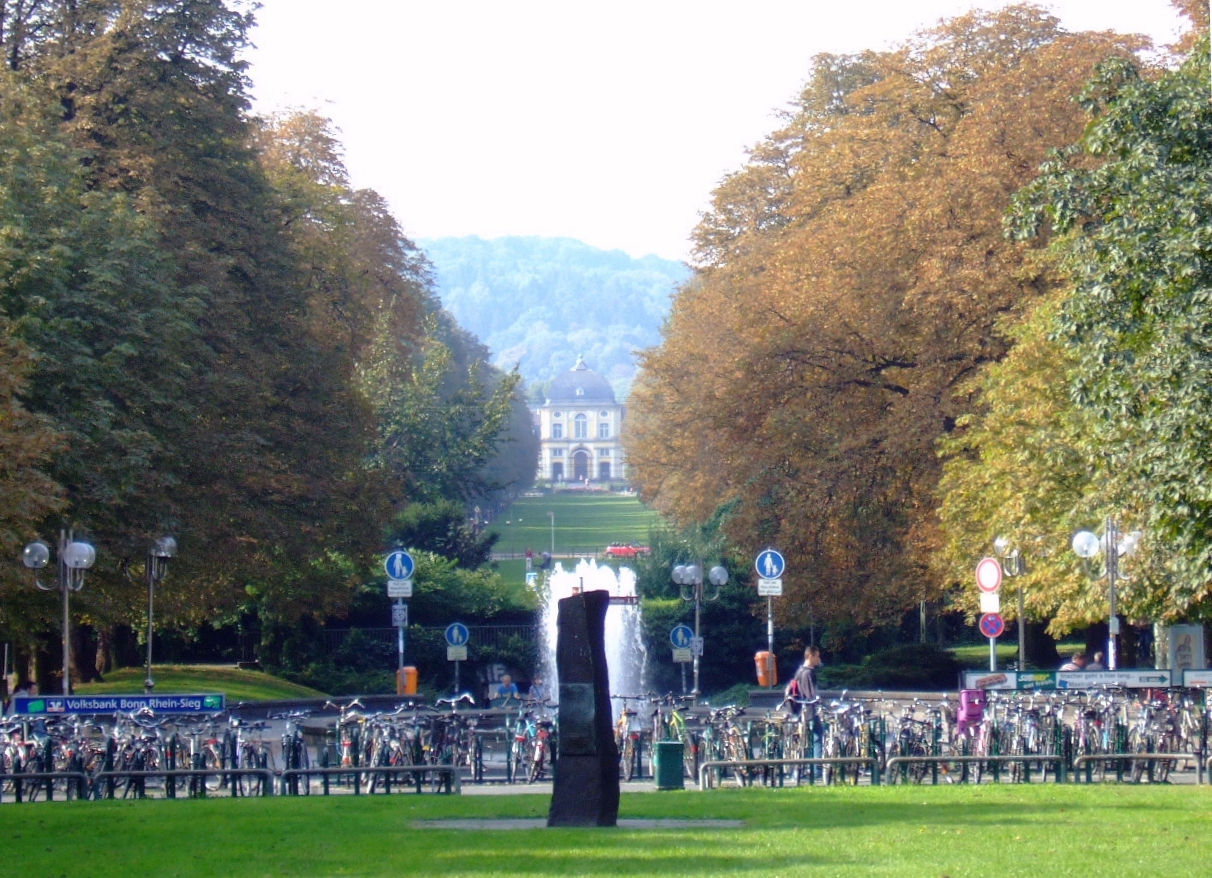
Blick vom Kaiserplatz aus die Allee entlang

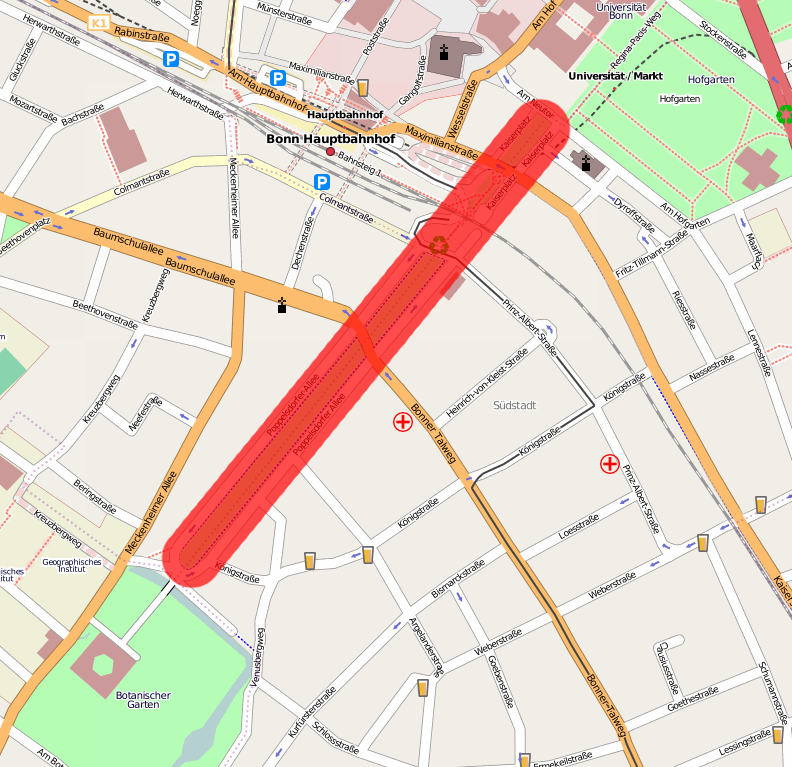
Südstadt, Verlauf der Allee rot markiert

Die Poppelsdorfer Allee ist eine Prachtstraße in Bonn. Ursprünglich verband sie auf einer Länge von genau einem Kilometer das Kurfürstliche Schloss mit dem Poppelsdorfer Schloss. Heute ist das innenstadtseitige Ende durch die Bahngleise der linken Rheinstrecke als Kaiserplatz abgetrennt, das verbleibende Stück ist 800 Meter lang. Die Straße ist größtenteils mit Gründerzeithäusern bebaut und mit Rosskastanien bestanden.

## Lage und Verlauf
Die Achse der ursprünglichen Poppelsdorfer Allee verläuft von Nordost nach Südwest von der Bonner Innenstadt durch die Südstadt nach Poppelsdorf. Sie beginnt stadtseitig mit einem kleinen Wiesenstück am Buonretiro-Flügel des Kurfürstlichen Schlosses. Hinter der Straße Am Neutor bildet sie den 100 m langen Kaiserplatz nordöstlich des Hauptbahnhofs, der einen Teil der Gumme-Niederung überbrückt. Jenseits der Kaiserstraße folgt eine Fußgängerunterführung unter den Bahngleisen. Von dieser an verläuft sie als eigentliche Poppelsdorfer Allee zum Poppelsdorfer Schloss, wobei sie von Nordost nach Südwest von der Quantiusstraße / Prinz-Albert-Straße und von Baumschulallee / Bonner Talweg geschnitten wird. Im weiteren Verlauf münden von Südosten her Argelanderstraße, Venusbergweg und Königstraße.

## Anlage

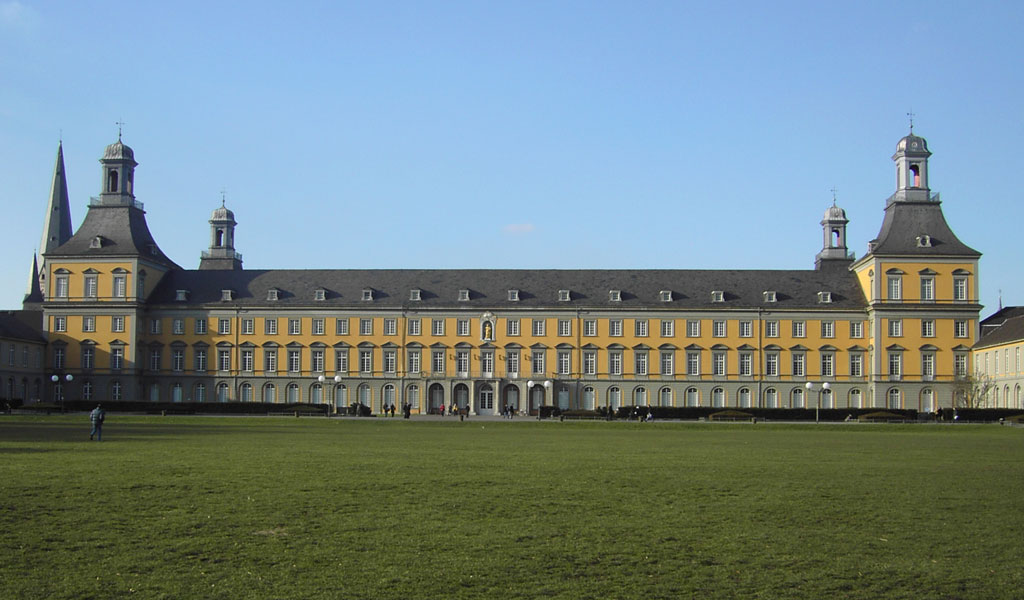
Kurfürstliches Schloss

### Nördlich der Bahngleise
Der Kaiserplatz besteht aus zwei Kfz-Spuren an der Ostseite, Fußgängerflächen an den anderen Seiten und einer großen Wiesenfläche in der Mitte. Im Norden stehen zwei Antiquariats-Kioske neben einer rechteckigen, dreiteiligen Springbrunnenanlage, im Westen befinden sich Gastronomie-Außenflächen. Am Südende steht ein Mahnmal für die Opfer des Nationalsozialismus in Bonn. Im Westen schließt sich der Bahnhofsvorplatz mit dem Zentralen Omnibusbahnhof an.
Auf der anderen Seite der Kaiserstraße befindet sich ein weiterer kreisrunder Springbrunnen, der Kaiserbrunnen. Zwischen mehreren kleinen Grünflächen führt ein Rad- und Fußweg in die Bahnunterführung herunter, in der sich mehrere Kleinstgeschäfte befinden.

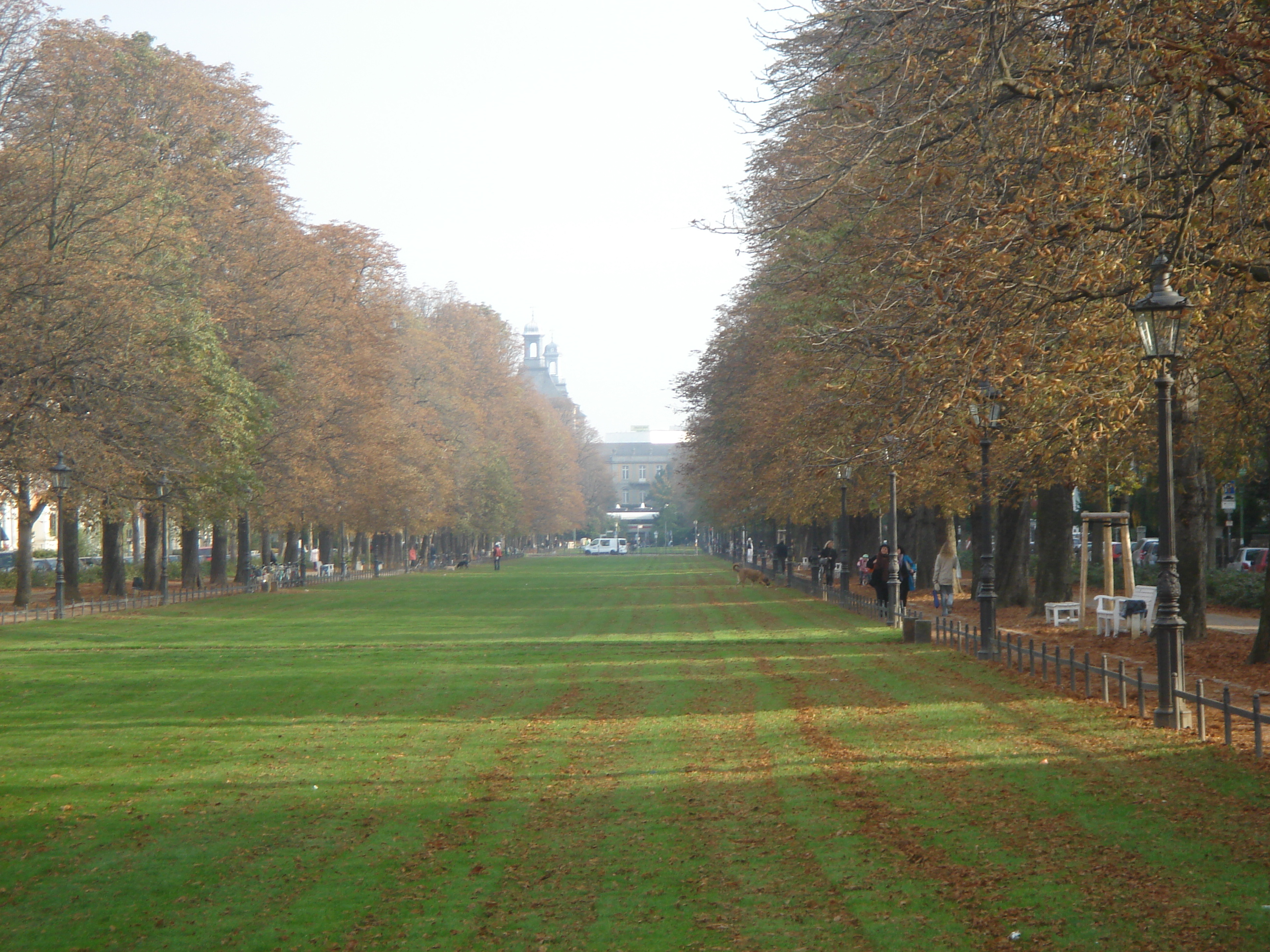
Blick von Poppelsdorf

### Hauptstrecke

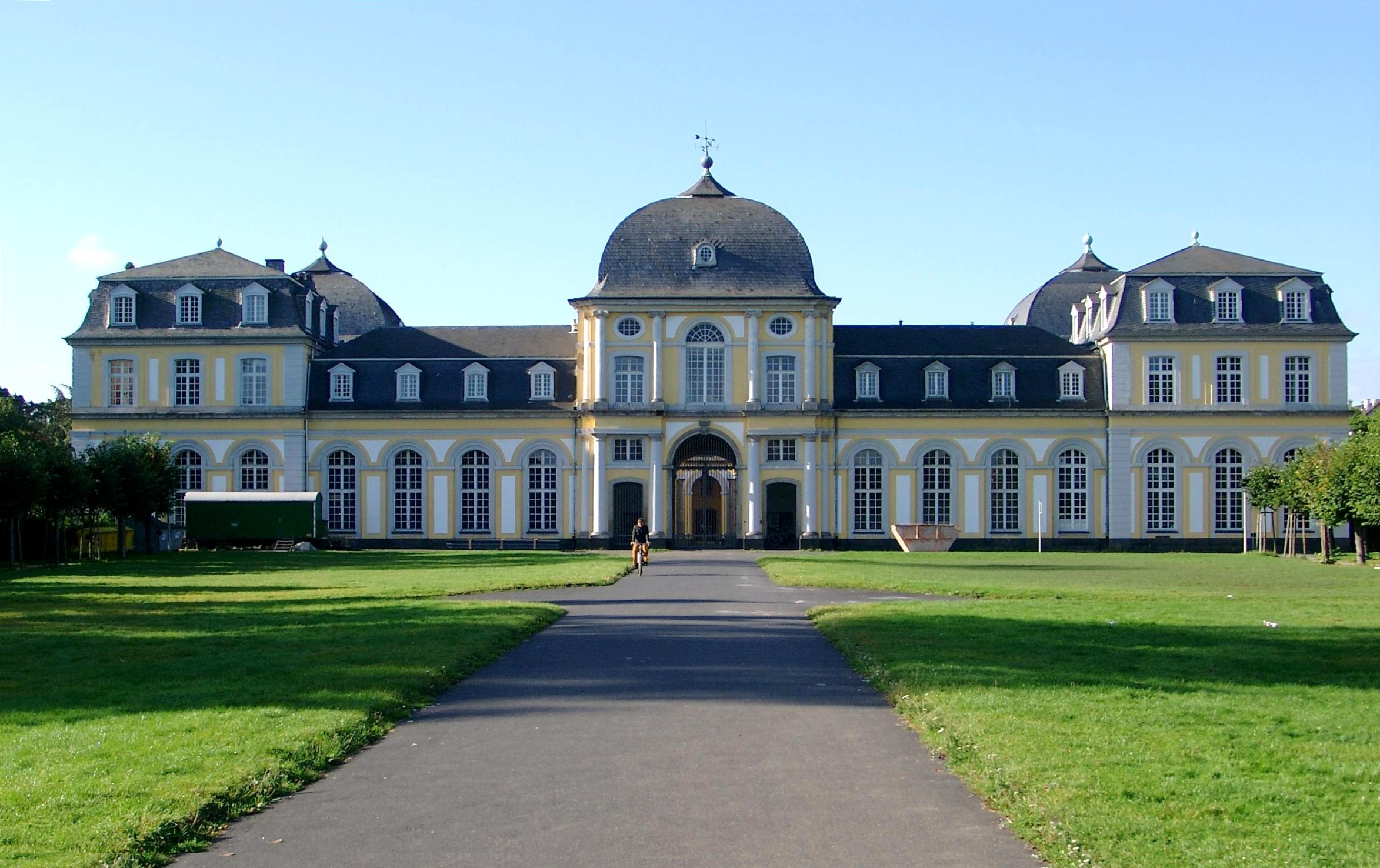
Poppelsdorfer Schloss

Nach dem Südende der Unterführung, der dem nördlichen ähnelt, beginnt jenseits der Quantiusstraße der Hauptteil der Allee, der im Gegensatz zum restlichen Bereich auch heute noch diesen Namen trägt. Die Allee ist hier etwa 60 m breit. Der Kfz-Verkehr fließt jeweils einspurig an den äußeren Rändern. An beiden Seiten folgt dann nach innen ein doppelter Fuß- und Radweg, hier stehen auch die Kastanien. Die Mitte der Allee bildet eine Wiese.

### Vor dem Poppelsdorfer Schloss
Die Hauptstrecke endet im Süden am Schlossweiher des Poppelsdorfer Schlosses, der auf einer Fußgängerbrücke überquert wird. Dahinter liegt noch ein ca. 100 m langes Parkstück direkt vor dem Schloss.

### Konzept der Blütenfarben
Bei der ursprünglichen Anlage wurden die unterschiedlichen Blütenfarben der Kastanienbäume gezielt eingesetzt: Die Hauptstrecke entlang waren lauter weißblühende Bäume gepflanzt. Vor dem Poppelsdorfer Schloss, wo die Allee erheblich breiter ist, hingegen rotblühende. Erst die jeweils letzten Kastanien direkt vor dem Schloss blühten wieder weiß. Diese Abschlussbäume waren besonders hoch und mächtig. Wer im Mai die Allee entlang spazierte, erlebte die meiste Zeit eine rein weiße Blütenpracht und erst, wenn er fast den Weiher vor dem Poppelsdorfer Schloss erreicht hatte, wechselte der Anblick zu den Reihen roter Blüten. Dieser überraschende Effekt war 1980 noch deutlich zu erleben. Inzwischen wurden einerseits einzelne rotblühende Bäume an der Hauptstrecke nachgepflanzt und andererseits mussten vor dem Schloss alte Bäume gefällt werden. Dadurch ist ein besonderer Aspekt der Gesamtplanung verloren gegangen.

## Geschichte

### 18. Jahrhundert

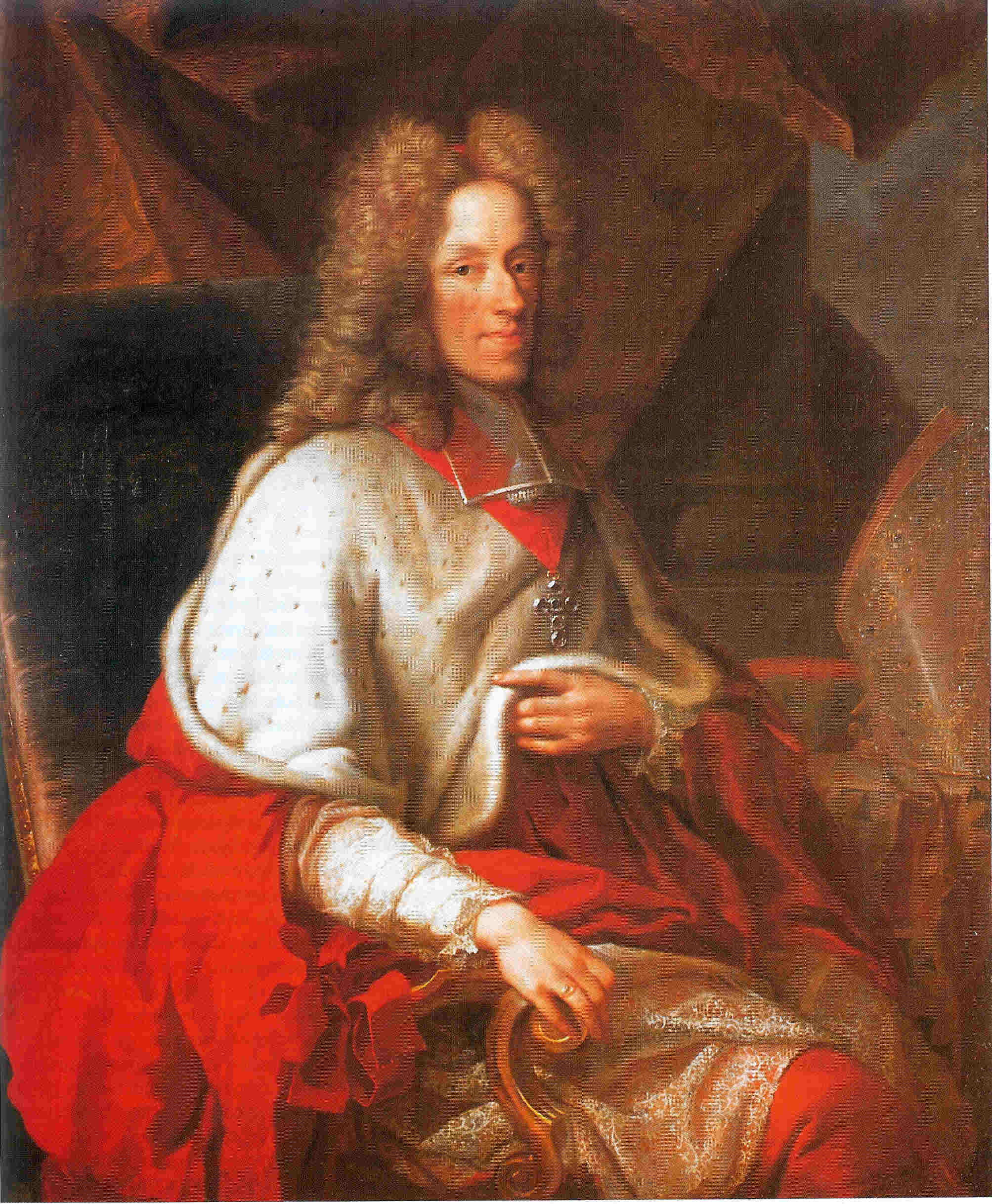
Kurfürst Joseph Clemens

Um die Mitte des 17. Jahrhunderts gab es bereits einen breiten, mit Linden bestandenen Fuhrweg an der Stelle der späteren Allee.
Die Idee zur Anlage der eigentlichen Poppelsdorfer Allee stammte dann von Kurfürst Joseph Clemens, der eine prachtvolle Blickachse zwischen seinem Stadt- und Landschloss wünschte, nach französischem und italienischem Vorbild sowie dem des Schlosses Schleißheim in München. Die ursprüngliche Planung sah einen Bootskanal in der Mitte der Allee vor, dies wurde jedoch aus finanziellen Gründen nicht verwirklicht. Stattdessen entstand die Allee unter dem nächsten Kurfürsten Clemens August im Wesentlichen in der gleichen Form, die die Hauptstrecke noch heute hat, von 1745 bis 1755. Dabei diente die Kreuzbergkirche als Zielpunkt der Blickachse, was jedoch nicht genau eingehalten werden konnte, da sich das Cassius-Stift weigerte, einige den Blick behindernde Häuser abzutreten. 
Nach ihrer Fertigstellung durfte die Allee anfangs nur vom Kurfürsten und seinem Hof verwendet werden, der Allgemeinverkehr musste auf die westlich gelegene Meckenheimer Allee ausweichen. Zu dieser Zeit war auch geplant, ein großes Alleensystem zwischen allen Schlössern der Region anzulegen: Die Meckenheimer Allee führte zum Jagdschloss Herzogsfreude in Röttgen, und eine Anschlussallee an die Poppelsdorfer Allee sollte zum Schloss Augustusburg in Brühl hin angelegt werden. Von diesem Projekt ist nur die heutige Nussallee zustande gekommen.

### 19. Jahrhundert

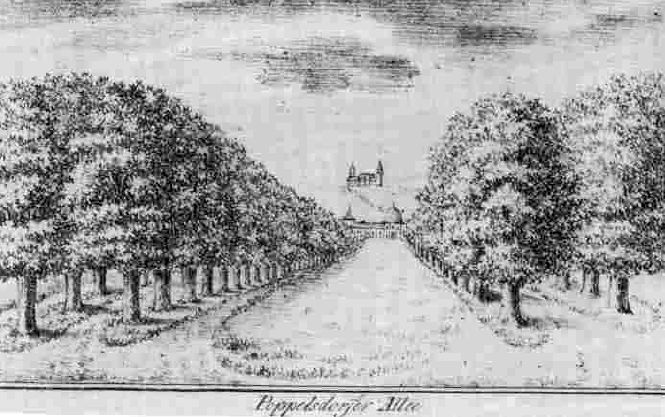
Poppelsdorfer Allee um 1820

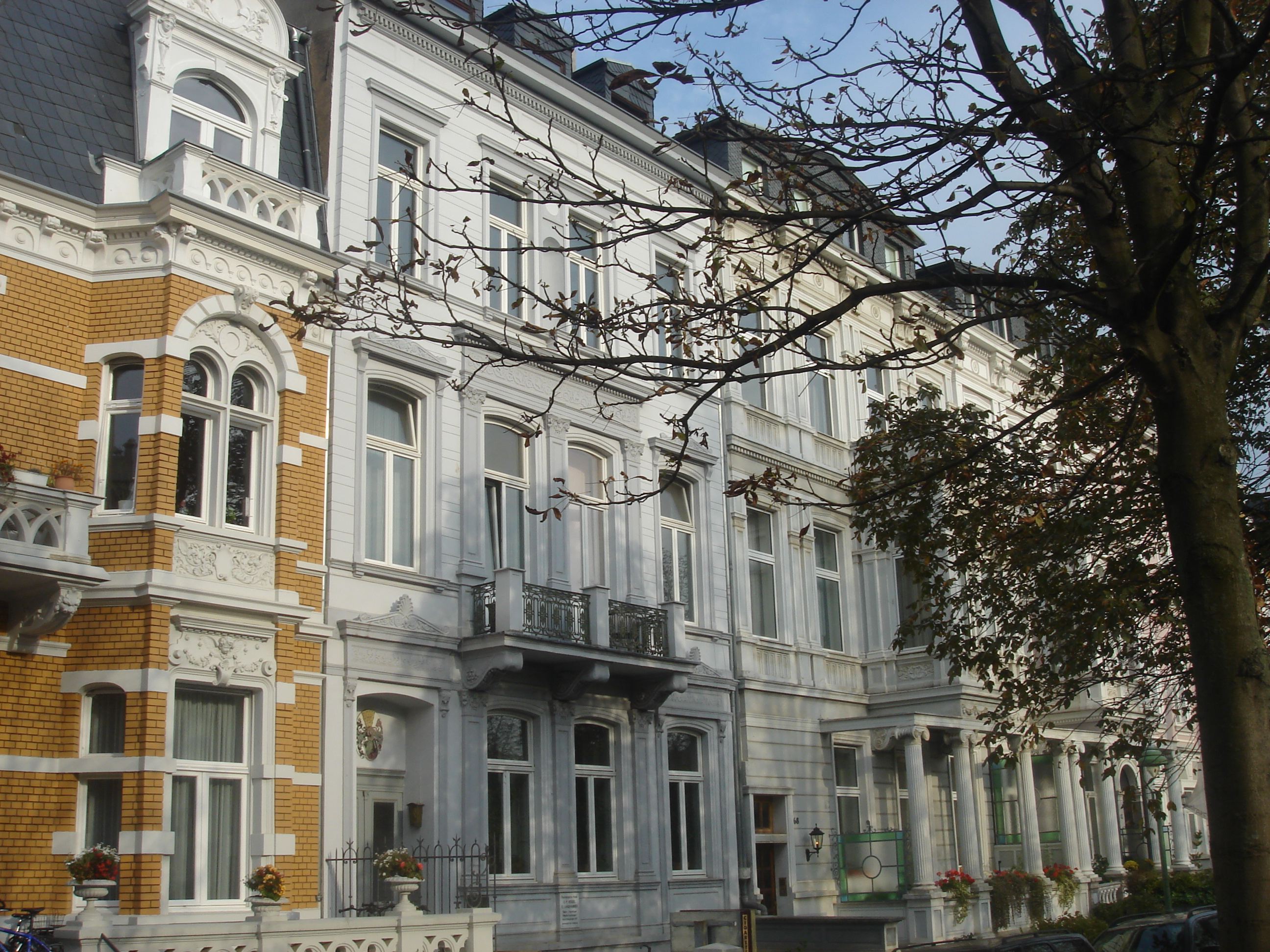
Gründerzeithäuser

Zur Zeit der französischen Besatzung waren auf der Allee erstmals auch Fuhrwerke erlaubt. 1812 wurden diese wieder verboten und erst ab 1840 allmählich wieder zugelassen. 1820 ging die Allee in den Besitz der Universität Bonn über. Laut einer lokalen Legende genießen die Professoren der Universität bis heute ein historisches Weiderecht für ihre Privattiere auf der Allee, tatsächlich weideten hier nur zwischen 1845 und 1895 Tiere der landwirtschaftlichen Institute. Die Bebauung der Allee mit großen Bürgerhäusern begann 1836/37 an der südlichen Straßenseite zwischen der heutigen Prinz-Albert-Straße und dem Bonner Talweg. Der Großteil der Bebauung entstand zwischen 1870 und 1905. In den 1850er-Jahren wurde die Bahnstrecke, die bisher in Bonn endete, im ehemaligen Bett der Gumme, einem sumpfigen Rhein-Nebenarm, nach Süden verlängert und dabei die Poppelsdorfer Allee zerschnitten. Ursprünglich war sogar ein hoher Bahndamm geplant, der den Blick von Schloss zu Schloss völlig versperrt hätte. Durch ein Gesuch des Universitätssenates an den preußischen König Friedrich Wilhelm IV. wurde dies jedoch verhindert und stattdessen ein ebenerdiger Bahnübergang eingerichtet. 
Der am anderen Ende gelegene Kaiserplatz verdankt seinen Namen Kaiser Wilhelm I., dessen Standbild im Jahre 1906 vor dem Westflügel der Universität von seinem Enkel Wilhelm II. feierlich eingeweiht, nach 1945 jedoch wegen dessen unrühmlicher Niederschlagung der 1848er Revolution von dort wieder entfernt wurde. Seit 1989 steht das Kaiserdenkmal relativ versteckt im Biergarten des Residence-Hotels am unteren Ende des Kaiserplatzes.

### 20. Jahrhundert

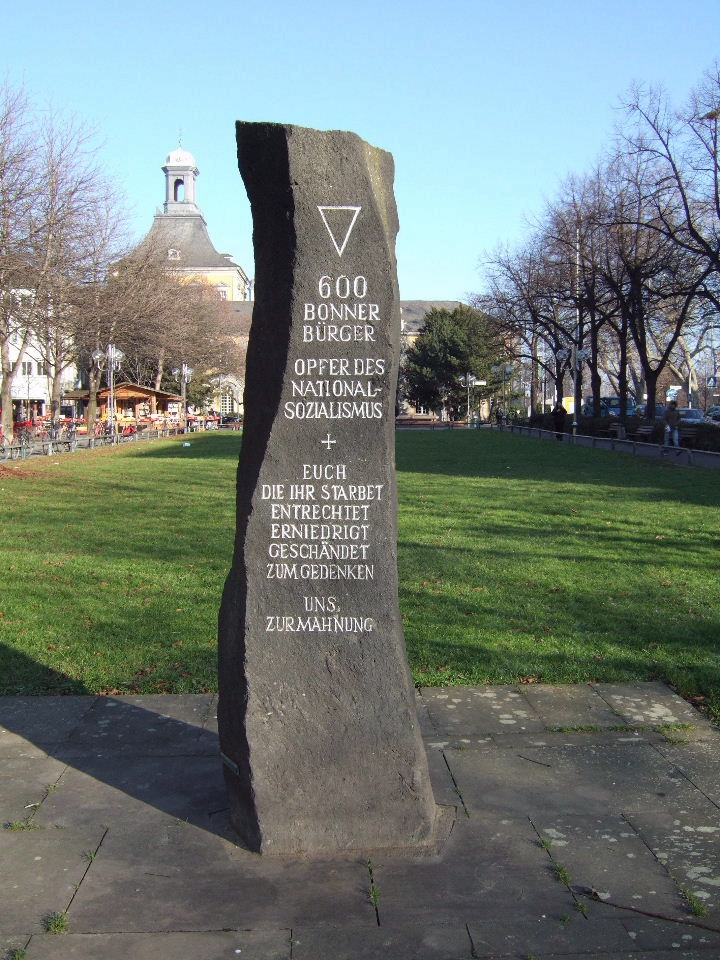
Mahnmal für die Opfer des Nationalsozialismus am Kaiserplatz

1936 wurde der Bahnübergang durch die bis heute bestehende Unterführung ersetzt.
Im Zweiten Weltkrieg gab es wie in der gesamten Bonner Südstadt nur wenige schwere Beschädigungen. Im Verlauf des Jahrhunderts entstanden zwar einige moderne Füllbauten, aber der gründerzeitliche Charakter der Alleebebauung ist weitgehend erhalten geblieben, heutzutage steht der Großteil des Gebietes unter Denkmalschutz. Die Durchschneidung der Allee durch die große Durchgangsstraße Baumschulallee / Bonner Talweg entstand in den 1960er-Jahren.
Im Winter 2010/11 wurde die Poppelsdorfer Allee saniert und leicht umgebaut.

## Bauwerke
Die herausragenden Bauwerke an der Achse der Poppelsdorfer Allee sind die beiden Schlösser an ihren Enden. Zu den Sehenswürdigkeiten zählen auch die Gründerzeithäuser mit ihren prunkvollen Fassaden und Verzierungen; das Haus Nr. 108 mit seiner erhaltenen Original-Inneneinrichtung soll in Zukunft als Museum freigegeben werden. Außerdem befindet sich an der Allee die Alte Sternwarte Argelanders, erbaut nach Plänen von Karl Friedrich Schinkel, in der heute ein Teil des Instituts für Kommunikationswissenschaften der Universität Bonn angesiedelt ist. Von den beiden Wächterhäuschen am Südende ist noch eines erhalten.
Darüber hinaus befinden sich zwei Häuser von Studentenverbindungen auf der Allee, nämlich das der Burschenschaft Marchia und der K.D.St.V. Borusso-Westfalia. An der Südseite der Allee erstrecken sich die zum Teil denkmalgeschützten Verwaltungsgebäude des ehemaligen Deutschen Herolds sowie das Hotel Bristol, die anstelle vormaliger gründerzeitlicher Wohnhäuser entstanden sind. Die Poppelsdorfer Allee inklusive des Kaiserplatzes ist gemeinsam mit dem Poppelsdorfer Schloss, dem Botanischen Garten und einem Wachhäuschen ein geschütztes Baudenkmal.